# Costa de Marfil en los Juegos Olímpicos de Los Ángeles 1984
Costa de Marfil estuvo representada en los Juegos Olímpicos de Los Ángeles 1984 por un total de 15 deportistas, 14 hombres y una mujer, que compitieron en 4 deportes.
El portador de la bandera en la ceremonia de apertura fue el atleta Avognan Nogboun.

## Medallistas
El equipo olímpico marfileño obtuvo las siguientes medallas:
| Nombre         | Deporte   | Competición |
| -------------- | --------- | ----------- |
| Oro            |           |             |
| —              |           |             |
| Plata          |           |             |
| Gabriel Tiacoh | Atletismo | 400 m M     |
| Bronce         |           |             |
| —              |           |             |